# 红照壁
红照壁是四川成都的老地名，位于原老成都皇城正南门御河上三座金水桥前，现天府广场南，人民南路百货大楼、新华书店一带。

## 历史

### 皇城
根据《成都市志》等历史资料，公元1371年，明朝朱元璋之子朱椿被封为“蜀王”，在前后蜀的王宫，宣华苑废址上（现四川省科技馆一带）修建蜀王府，为仿照皇家宫廷格局的庞大建筑群。因朱椿是皇帝的儿子，藩王的府邸又仿照紫禁城格局，俨然有皇宫巍峨气派，故蜀人俗称“皇城”。

### 贡院
顺治三年（1646年），清兵南下，张献忠撤离当时改称西京的成都。明蜀王府被焚，仅存城门洞及门前三座石拱桥。清康熙四年（1665年），清政府于明蜀王府旧址改建贡院，内一万多间考棚，成为四川省考试举人之地。贡院内建有清白堂、衡文堂、文昌殿、致公堂、明远楼等主要建筑，四周重修城垣。致公堂、明远楼外，并建“为国求贤”和“旁求俊义”两个牌坊。

### 学校
清光绪三十一年（1905年），废科举，兴学校，遂于贡院内创办各种学堂。民国时期，贡院先后被用作军政府、学校和其他民政办事机构。张澜任校长的成都大学，及后来成立的国立四川大学都曾在老成都皇城办学。

### 名称来历
明藩王府金水桥前的空地，是文武百官到明朝成都皇城朝拜藩王的停轿驻马之处。这里立有一面赭红照壁，是皇族的标志，每年都要漆上赭泥以示吉庆，街名因此照壁得名“红照壁”。成都红照壁于1927年拆除，而街名保留至今。因红照壁而得名的红照壁街，是老成都餐饮文化的发源地，著名的成都皇城文化汇集于此。
上世纪60年代末文化大革命期间，仅存的明代蜀王府城墙及皇城门楼，明远楼，致公堂等明清古建筑群被毁。

## 说法
民间传说，成都红照壁的建立是因为当时城内民风多娼淫，屡禁不止。请风水先生看过后，说皇城正南向北看过去，正好是女人私部，怎么不淫邪？于是建照壁做遮羞布，淫风遂绝。